# Jules Masselis
Jules Masselis (Moorslede, 19 de noviembre de 1886 - Roeselare, 29 de julio de 1965) fue un ciclista belga. Sus victorias más importantes serían la Vuelta en Bélgica de 1910 y dos etapas al Tour de Francia.

## Palmarés
- 1909
  - 1º en la París-Lieja
- 1910
  - 1º en la Vuelta en Bélgica
- 1911
  - Vencedor de una etapa en el Tour de Francia
- 1912
  - 1º en la París-Dirijan
- 1913
  - Vencedor de una etapa en el Tour de Francia

### Resultados al Tour de Francia
- 1911. 5º de la clasificación general y vencedor de una etapa
- 1913. Abandona (5ª etapa) y vencedor de una etapa
- 1920. Abandona (7ª etapa)